# Acalypha accedens
Acalypha accedens é uma espécie de flor do gênero Acalypha, pertencente à família Euphorbiaceae.